# Arins
Els arins (Arinae) són una subfamília d'aus neotropicals, dins de la família dels psitàcids i l'ordre dels psitaciformes (Psittaciformes). Les diferents espècies reben noms comuns com guacamais, papagais o lloros. Diverses espècies s'han extingit des del descobriment d'Amèrica pels occidentals.

Aquestes aus acolorides, d'acord amb la major part de les classificacions són un grup homogeni, seguint criteris morfològics i biogeogràfics. En la classificació de Peters, aquestes aus s'agrupen en la tribu Arini, dins la subfamília Psittacinae. Howard i Moore van elevar aquest ocells al rang de subfamília, sota el nom d'Arinae.

## Taxonomia
Dins aquest grup d'aus es van distingir dos subgrups diferents, les espècies amb rectrius curtes i les espècies amb rectrius llargues.
Modernament, els nombrosos estudis sobre la interrelació entre els diferents gèneres de lloros neotropicals ha dut algunes propostes de classificacions d'aquest grup en tribus, com ara la proposta de Tavares et al. (2006)
- Tribu Amoropsittacini:
  - Gènere Touit, amb 8 espècies.
  - Gènere Psilopsiagon, amb dues espècies.
  - Gènere Bolborhynchus, amb tres espècies.
  - Gènere Nannopsittaca, amb dues espècies.
- Tribu Brotogerini:
  - Gènere Myiopsitta, amb dues espècies.
  - Gènere Brotogeris, amb 8 espècies.
- Tribu Androglossini:
  - Gènere Pionopsitta, amb una espècie: lloro mitrat (Pionopsitta pileata).
  - Gènere Triclaria, amb una espècie: lloret ventreblau (Triclaria malachitacea).
  - Gènere Pyrilia, amb 7 espècies.
  - Gènere Hapalopsittaca, amb 4 espècies.
  - Gènere Pionus, amb 9 espècies.
  - Gènere Graydidascalus, amb una espècie lloro cuacurt (Graydidascalus brachyurus).
  - Gènere Alipiopsitta, amb una espècie: amazona caragroga (Alipiopsitta xanthops).
  - Gènere Amazona, amb 34 espècies
- Tribu Forpini.
  - Gènere Forpus, amb 8 espècies.
- Tribu Arini.
  - Gènere Pionites, amb 4 espècies.
  - Gènere Deroptyus, amb una espècie: lloret cacic (Deroptyus accipitrinus).
  - Gènere Pyrrhura, amb 31 espècies.
  - Gènere Enicognathus, amb dues espècies.
  - Gènere Cyanoliseus, amb una espècie: cotorra de la Patagònia (Cyanoliseus patagonus).
  - Gènere Anodorhynchus, amb tres espècies.
  - Gènere Rhynchopsitta, amb dues espècies.
  - Gènere Eupsittula, amb 6 espècies.
  - Gènere Conuropsis, amb una espècie: aratinga de Carolina (Conuropsis carolinensis).
  - Gènere Aratinga, amb 6 espècies.
  - Gènere Cyanopsitta, amb una espècie: guacamai de Spix (Cyanopsitta spixii).
  - Gènere Primolius, amb tres espècies.
  - Gènere Ara, amb 8 espècies.
  - Gènere Leptosittaca, amb una espècie: aratinga de plomall daurat (Leptosittaca branickii).
  - Gènere Ognorhynchus, amb una espècies: lloro d'orelles grogues (Ognorhynchus icterotis).
  - Gènere Guaruba (o Guarouba), amb una espècie: cotorra guaruba (Guaruba guarouba).
  - Gènere Diopsittaca, amb dues espècies.
  - Gènere Psittacara, amb 12 espècies.